# Angel-A
Angel-A es una película francesa de 2005 dirigida por Luc Besson. Se trata de una comedia romántica protagonizada por Jamel Debbouze y Rie Rasmussen.

## Argumento
André Moussah, un hombre de 28 años, de origen marroquí, pero con ciudadanía norteamericana vuelve a París con la esperanza de hacer un poco de dinero fácil, buscando dejar atrás una vida de crimen, empezando de nuevo como un honesto y normal hombre estadounidense. Sin embargo, André está endeudado hasta los pelos,  sus usureros le dan 24 horas para conseguir los 20.000 euros que requiere para saldar así sus deudas y evitar que acaben con él. El protagonista descubre entonces que no podrá conseguir toda esa cantidad en tan poco tiempo, por lo que decide saltar de un puente hacia el río Sena y acabar con su "desgraciada" vida. Pero para su sorpresa, este no está solo en su fatal decisión. A su lado se encuentra una bella y misteriosa mujer que también pretende saltar hacia el Sena. André intenta convencerla de que no se lance, ya que es bella y tiene mucho por vivir. Al oírlo la muchacha salta del puente, y André instintivamente va tras su rescate.
Con mucho esfuerzo, este logra sacarla de las turbulentas aguas y hacerle recuperar el conocimiento. La enigmática mujer se presenta con el nombre de Angela, y, agradecida, le dice a André que hará todo lo que esté a su alcance para ayudarlo y se convierte en su compañía, esto aún a pesar de las negativas de André, el mismo se da cuenta a medida que Ángela le ayuda a salir de sus problemas económicos, y de su inocente forma de caer en negocios fraudulentos, donde es fácilmente convencido por "amigos" suyos de que su lucha no solo está comprendida exclusivamente con sus acreedores financieros, sino también en su visión, actitud y valor hacia los demás, y consigo mismo.